# Sacred 3
Sacred 3 es un videojuego perteneciente al género de hack and slash y pelea. Es el tercer juego de la serie de videojuegos Sacred, a pesar de las diferencias notables tanto en jugabilidad y diseño. Deep Silver, que adquirió la licencia para desarrollar Sacred 3 del antiguo estudio de desarrollo Ascaron Entertainment, anunció en la Gamescom que Deep Silver podría publicar el juego a principios de 2012. El juego fue lanzado finalmente el 1 de agosto de 2014, entre las críticas negativas y la fría recepción por los fanes de los juegos anteriores de la franquicia, debido al cambio en género y la presunta temática de juego superficial.
Otro juego de acción de tipo desplazamiento lateral llamado Sacred Citadel funciona como una precuela de Sacred 3, lanzado en 2013 para XBLA, PSN y Steam y desarrollado por Southend Interactive.

## Jugabilidad
Hay una variedad de clases para elegir, pero las clases disponibles en el videojuego anterior (Sacred 2: Fallen Angel) no han regresado en esta entrega. Ellos han sido sustituidos por el Guerrero Safiri y el Lancero Ancarian. Algunos de los entornos del juego anterior hicieron un regreso como el castillo Braverock.
Sacred 3 tiene capacidad para cuatro jugadores en modo cooperativo en línea y fuera de línea. Cada aliado tiene su propio conjunto distinto de habilidades activas y pasivas. Todo el mundo tiene un pequeño número de capacidades para equipar a la vez, para mantener al equipo, conseguir objetos de mayor rareza, los cuales a su vez permiten la combinación de poderes en el equipo para dar al jugador formas adicionales para vencer enemigos.

## Argumento
Seraphim - guardianes de el legendario "Corazón de Ancaria" y su vínculo sagrado entre su gente habían mantenido la tierra en paz durante siglos, pero desde entonces han sido olvidados. El Señor Zane, gobernante del Imperio Ashen, se alió con los demonios, tratando de abrir las puertas al inframundo. Unidos por las cadenas de este imperio del mal, se forjó una resistencia de los Héroes del bien.
Los jugadores tendrán que derrotar al gobernante opresor del Imperio Ashen, Lord Zane, y evitar que este obtenga un poderoso artefacto conocido como el Corazón de Ancaria.

## Desarrollo
Sacred 3 fue desarrollado por Keen Games, para el editor alemán Deep Silver. A partir del día del 24 de diciembre de 2014 la página Keen web de juegos (keengames.com) tiene cero referencias respecto al videojuego Sacred 3 en cualquiera de sus páginas, incluida la página de Juegos.
Poco después de la Gamescom anuncio, Deep Silver pidió opiniones de los fanes sobre las características deseadas para Sacred 3 en sus foros oficiales de la comunidad.
En una entrevista Martin Wein declaró "Por la debilidad de Sacred 2 Quiero mencionar la garantía de la calidad. Como objetivo para Sacred 3 este será un hito muy importante para ser atendido. Es posible entregar un juego libre de errores." Cuando se le preguntó acerca de las posibles similitudes o diferencias entre las cuotas secuela y pasados, Wein declaró "Queremos mantener el encanto de la serie y se le tropezara con uno u otro carácter popular de las precuelas."

## Recepción
Las Opiniones de Sacred 3 han sido de mixtas a negativas. Josh Wirtanen de GeekParty elogió la paleta de colores del juego, diciendo que sus "reflejos dorados lo hacen parecer como un mundo completamente diferente a cualquiera de los que ya estamos acostumbrados." Sin embargo, Push Plaza describió el juego como un "una enorme decepción para los fans de la serie. "The Escapist 's Jim Sterling han tenido quejas similares, diciendo "si bien Los fans de los originales videojuegos de Sacred pueden sentirse decepcionados, mientras que los aficionados del género de videojuegos de acción y Hack and Slash tienen mejores razones para elegir este Sacred. " 